# Nová Plesná

Ortswappen von Plesná

Nová Plesná (deutsch Neu Pleßna) ist neben Stará Plesná ein zum Stadtbezirk Plesná gehöriger Stadtteil der Stadt Ostrava in Tschechien. 

## Geographische Lage
Der Ort liegt etwa 15 km nordwestlich des Stadtzentrums von Ostrava. 

## Geschichte
Die Geschichte des Ortes ist sehr eng mit der von (Stará) Plesná verbunden. Plesna (Pleßna) wurde bereits 1255 erstmals urkundlich erwähnt und verfügte seit dem 15. Jahrhundert über eine eigene Pfarrei. In unmittelbarer Nähe von Stará Plesna entstand Nová Plesna 1789 als ein neues Dorf, das eng mit dem Nachbarort verbunden und nach dort eingepfarrt war.
Im Jahr 1850 schlossen sich Stará und Nová Plesná zusammen.
Ab 1938/39 lag Neu Pleßna als Ortsteil der Gemeinde Pleßna im Reichsgau Sudetenland, Landkreis Wagstadt, Regierungsbezirk Aussig. Hier lebten im Jahre 1939 299 Einwohner.
Im Zweiten Weltkrieg wurde der Ort am 26. April 1945 von der Roten Armee befreit und gehörte danach wieder zur Tschechoslowakei. Nahezu alle deutschen Bewohner wurden vertrieben und enteignet.
Bis zum 24. April 1976 war Plesná eine unabhängige Gemeinde und wurde dann Teil des Stadtbezirks Poruba.